# Łubki (gromada w powiecie bełżyckim)
Łubki (od 1 I 1962 Szczuczki) – dawna gromada, czyli najmniejsza jednostka podziału terytorialnego Polskiej Rzeczypospolitej Ludowej w latach 1954–1972.
Gromady, z gromadzkimi radami narodowymi (GRN) jako organami władzy najniższego stopnia na wsi, funkcjonowały od reformy reorganizującej administrację wiejską przeprowadzonej jesienią 1954 do momentu ich zniesienia z dniem 1 stycznia 1973, tym samym wypierając organizację gminną w latach 1954–1972.
Gromadę Łubki z siedzibą GRN w Łubkach utworzono – jako jedną z 8759 gromad na obszarze Polski – w powiecie puławskim w woj. lubelskim na mocy uchwały nr 14 WRN w Lublinie z dnia 5 października 1954. W skład jednostki weszły obszary dotychczasowych gromad Łubki, Łubki-Szlachta, Łubki-Halinówka, Szczuczki i Szczuczki kol. Nr 6 ze zniesionej gminy Karczmiska oraz obszar dotychczasowej gromady Łubki kol. ze zniesionej gminy Wąwolnica w tymże powiecie. 
13 listopada 1954 gromada weszła w skład nowo utworzonego powiatu opolsko-lubelskiego w tymże województwie, gdzie ustalono dla niej 14 członków gromadzkiej rady narodowej.
1 stycznia 1956 gromada weszła w skład nowo utworzonego powiatu bełżyckiego w tymże województwie.
1 stycznia 1962 gromadę Łubki zniesiono przez przeniesienie siedziby GRN z Łubków do Szczuczek i zmianę nazwy jednostki na gromada Szczuczki.